# 迷信
迷信（めいしん、英: superstition）とは、人々に信じられていることのうちで、合理的な根拠を欠いているもの。一般的には社会生活をいとなむのに実害があり、道徳に反するような知識や俗信などをこう呼ぶ。様々な俗信のうち、社会生活に実害を及ぼすものである。

## 概説
人々に信じられていることのうちで、合理的な根拠を欠いているものは多くあるが、一般的には、そのなかでも社会生活を営むのに実害があり道徳に反するような知識・俗信を「迷信」と呼んでいる。
何が迷信かという判定の基準は常に相対的で、通常は話者の理性による判断から見て不合理と思われるものをこう呼んでいる。
古来、人々は様々なことを信じており、その中には今日に至るまで受け継がれているものも多く「古代信仰」と捉えることもできる。ある人から見て、合理性を欠いていて社会生活に害があったり道徳に反している、と思えるものを「迷信」と呼んでいるのである。
現代の民俗学者は「迷信」という用語をあまり使わない。今日的な“善悪”の価値判断は、古来の民間知識同士の相互関係や、民間知識の社会や集団での役割などを分析するに際しては、不適切だからである。“迷信”という語は、あくまで現代人の知識を基準とした分類（レッテル）である。公権力が検閲などの言論統制をおこなって規制した事例もあった。

## 歴史
日本の迷信として挙げられるもののひとつに《狐持ち》の迷信がある。この考え方は、近世の中期のころ、出雲地方で現れ、やがて伯耆・隠岐島前地区に伝わっていった。《狐持ち》の迷信とは、「狐持ちの家系の人はキツネの霊を駆使して人を呪う」と信じている迷信のことである。「狐霊というのは人に憑いて憎む相手を病気にしたり、呪いをかけたりすることができる」と信じられてきた。《狐持ち》とされてしまった家系の人は、この迷信のため差別され、自由な結婚も認められないなどの苦痛を味わった。この迷信は根強く、現在でも忌み嫌われている地方があるほどである。これは国際人権規約 2条に抵触している。
明治維新後の日本では天社禁止令により陰陽道などが迷信として認定され、陰陽寮が廃止された。
大正時代の文部省制定教科書においては以下のようなものが迷信として列挙されていた。
1941年（昭和16年）5月末、「国民の新生活という観点から迷信を排撃すべき」という方針下、日本政府の内務省がカレンダーから六曜、九星、五行を排除する検閲を行ったが、干支と太陰暦は「迷信の実害が少ないから」という理由で許された（日本における検閲）。
内山節は、1965年頃を境に「キツネに騙された」というような話が無くなったとしており、その背景として
- 高度経済成長による山村の衰退
- 戦前の精神主義がアメリカの科学力の前に完敗したこと
- テレビなど口語体の情報の普及
- 進学率向上
- 集団就職などによる家・先祖を中心とした共同体の衰退
- 自然が経済活動の場に変わったこと

といったことが関係していると考察している。

## 迷信とは言い切れないもの
現代人に迷信だと思われているものの中には、科学的に検証してみると実は正しいものもある。例えば「ネコが顔を洗うと雨」、「ヘソのゴマを取ってはいけない」などといった表現の裏には、それなりに確かな科学的根拠があり、先祖たちが言っていたことの中には、素直に信じると病気や災害を避けられるものも含まれている。

### 時代による前提条件や価値観の変化
例えば「夜に爪を切ると親の死に目に会えない」という表現がある。夜に爪を切ってはいけない、というのは作法としてそうなのだとも指摘されており、儒教の教えだという。これを「夜爪（よづめ）」と言い、「世詰め（よづめ）」と語呂が同じで、短命という意味と重なり忌み嫌われた、と辞書などには書かれている。また夜爪は「夜詰め（よづめ）」につながるともされた（通夜のことを夜詰めとも言う）。迷信とされているものの中には、確かに単なる迷信にすぎないものもあるが、現代人が見落としているような意外な根拠がある場合もあるのである。昔は照明器具が不十分で、手元が見えず危険だった。また切った爪の行方も見えず、後でそれを踏むと痛いということもあった。いずれにしても、夜に爪を切ると何もいいことが無いから、夜に爪を切ってはいけないとされたという。
ただし、現在では明るい照明があるし、ケガをしない安全爪切りがある。だから夜に爪を切っても安全性に変わりは無い。江戸時代と現代では前提条件が異なっているので、当時は効用があった表現が今ではそうではない。上の「夜に爪を切るな」のように、経験則を総合して「おばあちゃんの知恵袋」やタブーが作られたということはそれはそれで良いとしても、それを聞く人はタブーをそのまま信じてしまう前に、そのタブーができた前提条件を正しく理解する必要がある、と西村克己は指摘した。
トンネル・坑山など坑内労働への女性の参加
日本では明治・大正期にトンネル工事や炭鉱労働に女性が従事していた記録が残っていたが、1928年(昭和3年)の鉱夫労役扶助規則の改正からトンネル工事や坑内労働には女性を参加させない方針（女人禁制）が貫かれており、それは「山の神を怒らせてしまう」という表現とともに継承されていた。労働基準法第64条の2は、原則として女性の坑内労働を禁止していたが（ただし、母性保護の観点からであり、具体的な内容は厚生労働省令で定めるものとされている）、男女共同参画社会の意識の浸透に伴い、そのような表現も含めて「女性差別だ」という声が上がり、「山の神を怒らせる」は迷信だと非難され、2005年（平成17年）にトンネル工事の女人禁制について規制の見直しが検討され、2006年の労働基準法改正で坑内での女性の管理監督業務が可能となった。

## 類義語
- 「ジンクス」- 英語圏でのジンクス(jinx)という言葉は、凶運、災難、またはそれらに見舞われた状態など、縁起の悪い事柄を限定して指す。
- 「都市伝説」- 近現代以降になって広まった実話として語られる口承。
- 「疑似科学」- 科学風な迷信。

## 例

### 双子をめぐる迷信
双子をめぐる迷信は世界中に見られ、重大な人権侵害となるケースもある。
- タイでは双生児は忌避され、妊婦は双子が生まれないように「双子バナナ」を食べない[15]。山岳民族のアカ族では双子が生まれると殺処分を強要され、母親は村を追放される[16]。
- 西アフリカでは双生児が生まれることを穢れとして忌避する地域があり、かつては殺処分や遺棄の対象となっていた[17]。
- 日本では双子が生まれる事を「男女の双子は前世で心中した男女の生まれ変わり」「一度に二人も三人も産むのは犬猫の仲間」などの意味から「畜生腹」と呼び、忌み嫌う地域が多かった[18]。地域によっては戦前までは里子に出したり、間引きが行われ警察沙汰になることもあった。また、「黄身が2つある卵を食べると双子が生まれる」など、双子ができることを回避するための迷信も多かった。こういった双生児に対する偏見は昭和30年代ごろから薄れてきたと言われている[19]。
- もっとも、上記とは逆に縁起の良いものとして扱われる文化を持つ場合もある。例えば中国においては多胎児は縁起が良いものとして喜ばれ、中でも男女の双子は皇帝と皇后が同時に生まれたものとして非常にめでたいものとされている。中華人民共和国成立以降においては一人っ子政策により、原則として子供は1夫婦に1人とされてはいたが、本政策においても多胎児は公式に認められているため子供が多く欲しいという要望を持つ家庭においては法に逆らわずに複数の子を持つという相反する要求を矛盾無しに実現できるという背景もあった。

### 西欧でよく知られる迷信
- Friday the 13th - 13日の金曜日に不吉なことが起きる。
- breaking a mirror - 鏡を割ると7年間悪いことが起きる。
- black cat - 黒猫が前を横切ると不吉なことが起きる。
  - 国によっては幸運の前兆とも。
- horseshoe - 家の戸口に馬蹄をつけると魔女が入ってこなくなり、家内安全である。
- rabbit's foot - ウサギの後ろ足が魔よけのお守りになる。キーホルダーなどにして持ち歩く人もいる。
- breaking a wishbone - 鳥の叉骨を折る。鳥の二股の骨を二人で引っ張って折った時に、長いほうを持っていた人の願いがかなう。
- 666 is the Number of the Beast - 666が呪われた数字と見なされ、しばしば避けられる。これは聖書によると、悪魔の数字だからである。
- walking under a ladder - 梯子（脚立）の下を歩く。梯子の下を通ると不吉なことがおきる。(安全ではない行為であるのは事実である)。
- 家の中でかさを広げるのは不吉。
- happy bridegroom - 幸福な花婿（むこ）。新居に入る時に花嫁を抱いて敷居をまたぐと、花婿が幸せになる。

### 日本など
- 夜に口笛を吹くと、蛇（または妖怪、お化け）が出る。- かつて日本で人身売買が行われていた時代、摘発されないために多くが人目のつかない夜に売買取引を行っていた。その際、売人を呼ぶ合図が口笛だったため、「蛇（妖怪、お化け）が出るから吹かないように」という子供への警告が形を変え、現代まで残っている一例とする説がある。
- カラスが騒ぐと人が死ぬ。
- 風邪は人にうつすと治る。- 風邪などの病気には潜伏期間があり、うつされた人が潜伏期間を経て発病した頃にうつした人の風邪が治ることがあることから、このような迷信が生じたらしい。
- しゃっくりが100回出ると死ぬ。
- ワカメやコンブを食べると、頭髪が増える。
- 夜に爪を切ると親の死に目に会えない（夜に爪を切ると「夜爪（世詰め）」といって早死にする）。
- 旋毛を押すと下痢になる。
- ブドウやスイカの種を飲み込むと虫垂炎になる[20]。
- 霊柩車もしくは葬式を目撃したら親指（あるいは他の指）を隠さないと親族が亡くなる。
- 靴下を履いて寝ると親の死に目に会えない。
- 丙午の年に生まれた女性は、鬼となって家族（親・兄弟・夫・子供）を苦しめる（この迷信が元で直近の丙午である1966年には出生数が前年に比べ約25%減少した。八百屋お七の項も参照）。
- 酢を飲めば体が柔らかくなる。
- 牛乳を飲むと胸が膨らむ。
- 人の名前は赤字で書くべきではない[21]。
- 牛乳を飲むと背が伸びる。牛乳に身長を伸ばす効果があるとは、科学的に認められていない。（カルシウム摂取で骨は強くなるが、実際には身長伸展には繋がらない。

- バレーボール、バスケットボールをすると背が伸びる。- バレーボールやバスケットボール選手に背が高い人が多いのは、競技の構造上、背が高いほうが有利なので背が高い人がバレーボールやバスケットボール部に入部するケースが多いため。また、背が高い人が有利なため、部員の中でも、より背が高い人が活躍して目立つという事情から、ますますそういった錯覚を起こす。
- 緑青は猛毒である。
- 4は不吉な数字である（日本語では、四の発音は「死」と同じであることから）[22] 。
- 9という数字は苦しむを連想させる（日本語では、九の発音は「苦」と同じであるから）。
- 3人で写真に写った場合、中央にいた人は早死にする。- カメラは中央にピントを合わせることから、中央にいた人が最も魂を吸い取られると考えられたため。また、集合写真で中央に立つのは年長者である場合が多いため、結果として中央の人が最も早く死ぬ確率が高いという傾向を生む。全くの間違いではあるが写真館などには3人写真の時に備えて人形などが用意されていることがある。
- 夜間に火遊びをするとおねしょする。
- 食べてからすぐに寝ると牛になる。- 食後胃に内容物が存在するときに背臥位や横臥位になると嘔吐することがあるが、これを牛の反芻行動と関連付けたものか。
- かかあ天下の夫婦には男の子ができやすく、亭主関白の夫婦には女の子ができやすい。
- ハチに刺されたら尿をかけると治る - ハチやアリに刺されて痛みを感じるのはギ酸という酸性成分が原因。それを中和するためには、アルカリ性のアンモニアをかけるとよいとされるが、人の尿の窒素排泄物はアンモニアから合成された尿素であるため全く無意味。尿にアンモニアが含まれているという誤解は、人の尿の中の尿素が排尿後長時間経過する間に水と化学反応を起こしてアンモニアと二酸化炭素に変化し、アンモニアの匂いを引き起こすことによる。
- 雛祭りが過ぎた後も雛壇を出し続けると晩婚になる。
- クマに出会ったら死んだふりをすると助かる。
- ゴムの長靴を履くと雷から身を守れる。
- 血液型による性格分類[23][24] - 大半の科学者は血液型と性格の関係性を、ほぼ全否定している。従って非科学的な迷信だが、一部の人間に信じられている[25]。1930年には言及されており[26][27]、日本陸軍でも調査をおこなっている[28]。その後は廃れたが、1970年代半ばあたりから2010年頃まで再燃していた。現在はMBTIブームにより廃れ始めている。
- 茶に茶柱が立つと幸運がある。ただし、茶柱が立ったことを人に言うと幸運は逃げる。
- 女房が妊娠している漁師（猟師）が漁（猟）にいくと不幸が襲うので、一緒に連れて行かない - 昔の北海道での言い伝え。かつては出産というと現代と違って産婦人科など専門の医療機関や施設がなく、時には死につながることもあったため、夫に仕事を休ませて女房の身の回りの世話や激励をさせるために暗黙のうちに広まったルールと思われる。
- 鼻の下の窪みが少し浅い 経験することによってより“女性”に近づくとき鼻の下の窪みがより深くぷっくりとする。
- チョコレートを食べすぎると鼻血が出る。
- 黒地に黄色文字のナンバープレートの車を3回見て、その度に「くーろっき」と言えば願いが一つ叶う。ただし1度目と2度目または2度目と3度目の間にタクシーなどの緑地に白文字のナンバープレートの車を見てしまうと、それまでのカウントはゼロに戻ってしまう。
- 性欲の強い男性は頭髪が伸びるのが早い。

## 関連書
- 住本健次、板倉聖宣『差別と迷信：被差別部落の歴史』1998
- デービッド・ピカリング『カッセル英語俗信・迷信事典』1999
- 新井孝佳『迷信シロクロ大全』2001
- 宮内貴久「屋敷地内に植える樹木の吉凶―口承・書承・知識」『比較民族研究』第16号、筑波大学比較民俗研究会、26-46頁、1999年9月30日。ISSN 09157468。
- 井上円了〔著〕竹村牧男〔監修〕『妖怪玄談』大東出版社、2011年 ISBN 978-4-500-00745-5
- トーマス・ギロビッチ『人間この信じやすきもの―迷信・誤信はどうして生まれるか』 (認知科学選書) 1993
- 池田清彦『科学教の迷信』1996
- 『沖縄の迷信大全集1041』 むぎ社編集部 1998
- ヴァルター・ゲルラッハ『迷信なんでも百科』文春文庫、2000
- 『暮らしの中で迷信と差別を考える』差別墓石・法戒名を問い考える会、2000